# Real Tonga
Real Tonga, estilizado como "REALtonga", fue una aerolínea que operó principalmente vuelos domésticos en el Reino de Tonga. Comenzó las operaciones en marzo de 2013, convirtiéndose en la 12.ª aerolínea que operaba vuelos domésticos en ese país desde que comenzaron los servicios aéreos. En 2020, la compañía cesó todas sus operaciones.

## Historia
Real Tonga comenzó operaciones el 4 de marzo de 2013, tomando los servicios operados anteriormente por Chathams Pacific, una filial de la aerolínea con base en Nueva Zelanda Air Chathams. La aerolínea comenzó con la financiación del dueño Tevita Palu, así como con regalos de varias aeronaves de China al gobierno de Tonga, incluyendo un Xian MA60, el cual fue entonces arrendado a Real Tonga. El uso del MA60 generó controversia tanto en Tonga como en Nueva Zelanda debido al registro de seguridad del aparato, y el gobierno de Nueva Zelanda emitió un aviso de viaje, advirtiendo en contra del viaje por aire en Tonga. A raíz de esto, los números turísticos cayeron, particularmente en las islas exteriores, donde la reducción en el número de turistas tuvo un impacto significativo en la economía local. En junio de 2014, Real Tonga anunció que había adquirido dos aeronaves British Aerospace Jetstream 32 procedentes de Australia.

## Registro de seguridad
Se han realizado varios intentos para verificar que el MA60 volado por Real Tonga es seguro. El Piloto Rodger McCutcheon dijo que el MA60 es un avión excelente y expilotos de Air New Zealand con más de 15000 horas de vuelo se ofrecieron a recertificar el avión.El jefe ejecutivo de Samoa Air añadió que no creía que el MA60, regalado por China a Tonga, fuera un asunto de seguridad significativo.
Aun así, el 6 de marzo de 2015, la aerolínea decidió dejar en tierra y devolver el avión de hélices MA60, debido a la presión del gobierno de Nueva Zelanda. Por hacer esto, la nación del Pacífico otorgó una ayuda de 10 millones de dólares neozelandeses en su ayuda. Se alquiló un ATR 72-600 de 68 asientos de Fiji Airways para operar cierto número de vuelos chárter.

## Antiguos destinos
| Países | Destinos     | Aeropuertos                            |
| ------ | ------------ | -------------------------------------- |
| Samoa  | Apia         | Aeropuerto Internacional Faleolo       |
| Tonga  | 'Eua         | Aeropuerto de 'Eua                     |
| Tonga  | Ha'apai      | Aeropuerto Salote Pilolevu             |
| Tonga  | Neiafu       | Aeropuerto Internacional de Vava'u     |
| Tonga  | Niuafo'ou    | Aeropuerto de Niuafo'ou                |
| Tonga  | Niuatoputapu | Aeropuerto de Niuatoputapu             |
| Tonga  | Nukualofa    | Aeropuerto Internacional Fuaʻamotu HUB |

## Flota histórica
La flota de Real Tonga estaba formada por las siguientes aeronaves:
| Aeronaves                           | Total | Introducido | Retirado | Matrículas      |
| ----------------------------------- | ----- | ----------- | -------- | --------------- |
| British Aerospace Jetstream 32      | 2     | 2014        | 2017     | A3-SKY y A3-SAM |
| Britten-Norman Islander             | 1     | 2013        | 2020     | A3-PAS          |
| Fairchild Swearingen Metroliner III | 1     | 2013        | 2020     | ZK-CIC          |
| Harbin Y-12                         | 1     | 2014        | 2020     | A3-SPV          |
| SAAB 340                            | 1     | 2016        | 2020     | A3-PUA          |
| Xian MA-60                          | 1     | 2013        | 2015     | A3-RTL          |